# Overboard (película de 2018)
Overboard (titulada: Un mar de enredos en España, ¡Hombre al agua! en Hispanoamérica y Amor a la deriva en algunos países de Hispanoamérica) es una película estadounidense perteneciente al género de comedia romántica del año 2018 dirigida por Rob Greenberg, escrita por Greenberg, Bob Fisher y Leslie Dixon y protagonizada por Eugenio Derbez, Anna Faris, Eva Longoria, John Hannah y Swoosie Kurtz. Se trata de una nueva versión de la película homónima de 1987 de Garry Marshall y la trama sigue a una madre viuda estadounidense de clase trabajadora que convence a un millonario playboy mexicano con amnesia de que son una pareja casada.

## Argumento
Kate Sullivan es una viuda y madre soltera de tres hijas, que tiene dos trabajos mientras estudia para ser enfermera. La asignan para limpiar alfombras en un yate, propiedad del playboy arrogante y mimado Leonardo 'Leo' Montenegro. Leo hace comentarios groseros hacia Kate y la despide sin paga cuando ella se niega a llevarle comida. Cuando Kate le recrimina en voz alta sobre su comportamiento, Leo la empuja fuera del barco junto con su equipo de limpieza.
Mientras tanto, en México, las hermanas de Leo, Magdalena y Sofía, atienden a su padre enfermo. Furiosa cuando Leo es anunciado como su sucesor para dirigir la empresa familiar, Magdalena decide visitarlo. Esa noche, Leo se resbala del yate y cae al océano sin que nadie se dé cuenta. Se despierta en una playa con amnesia y sin ningún recuerdo de su identidad, lo que hace que termine vagando por la ciudad y finalmente lo llevan al hospital. Magdalena lo encuentra y lo deja allí sin reclamar, después de enterarse de que tiene amnesia. Ella regresa a México e informa falsamente que Leo ha muerto, pero Sofía sospecha que Magdalena está mintiendo.
Kate y su amiga Theresa ven un informe de noticias sobre la situación de Leo. Para compensar a Kate por las fechorías anteriores de Leo, planean aprovecharse de su amnesia engañándolo para que crea que está casado con Kate. Van al hospital y convencen a Leo del ardid cuando Kate identifica correctamente un tatuaje en su trasero, un detalle que notó en el yate. Kate lo lleva a casa y le presenta a sus chicas, inventando detalles sobre su supuesta vida juntos. Kate prepara a Leo con un agotador trabajo de construcción para el esposo de Theresa, Bobby.
Leo finalmente desarrolla un vínculo con las chicas y se adapta a su nueva vida. Kate comienza a sentirse culpable y considera decirle a Leo la verdad, pero cambia de opinión después de ver cuánto disfrutan las chicas tenerlo cerca. En cambio, pasan la noche celebrando una nueva revelación de Kate: es su aniversario. Al día siguiente, Leo descubre unos condones. Él asume lo peor, pero después de enfrentarse a Kate, Theresa asume la culpa, afirmando que estaba teniendo una aventura. Leo y Kate deciden renovar sus votos.
Mientras tanto, la familia de Leo está teniendo un servicio conmemorativo para él cuando se presenta una imagen que representa una pelea de gallinas que involucra a Leo. El Sr. Montenegro se da cuenta de la mentira que le han dicho y se dirige a buscar a su hijo. Cuando llega a la casa de Kate, Leo recupera la memoria cuando lo ve. Herido y enojado por la revelación, se marcha para regresar a su yate. Las chicas corren tras él llorando y le ruegan que se quede, pero no lo consiguen.
Kate decide ir tras Leo, y ella y las chicas se apresuran a la pizzería para tomar prestado el bote de Bobby para perseguir el yate. Mientras tanto, Leo se ha dado cuenta de lo egoísta y pretencioso que era su vida antes de conocer a Kate y las chicas. Se da cuenta de que quiere estar con ellos y le pide al capitán que dé la vuelta al barco. El Sr. Montenegro intenta detenerlo, pero Sofía interrumpe la disputa y revela cómo Magdalena engañó a todos al fingir la muerte de Leo para hacerse cargo de la empresa. Se escuchan tres toques de bocina, y Leo se apresura a salir a la terraza para encontrar a Kate y las chicas cercanas. Kate grita "¡Arturo! ¡Arturo!" y Leo responde gritando "¡Catalina! ¡Catalina!", una referencia a una historia que Leo le contó a Kate. Tras darse cuenta de que su padre ha retomado el rumbo, Leo se lanza al agua. Kate hace lo mismo mientras los dos nadan juntos y se besan. Leo rechaza las amenazas de su padre, quien en el proceso decide nombrar a una de sus hermanas como sucesora. Magdalena piensa lo mucho que su padre finalmente ha visto la luz y le agradece que la haya nombrado sucesora. Eso es hasta que el Sr. Montenegro anuncie que Sofía lo sucederá. Él critica a Magdalena por mentirle sobre la muerte de Leo y que ella administrará la agencia de ayuda extranjera de su compañía, para su consternación.
Leo vuelve a la vida con Kate y las chicas. El ex empleado de Leo, Colin, llega para ofrecer su servicio como niñera. Después de decirle que no pueden pagarlo, menciona que Sofía lo envió para recordarle a Leo que todavía es dueño legal del yate, valorado en $ 60 millones.
Kate y Leo se casan a bordo del yate, que Leo ha anunciado para la venta. El padre de Leo, que se lo dio a su hijo como regalo de cumpleaños, lo compra de nuevo ... pero se lo regala a sus tres nuevas nietas. Amigos y familiares brindan por los recién casados durante los créditos finales.

## Reparto
- Eugenio Derbez como Leonardo.
- Anna Faris como Kate.
- John Hannah como Colin, el capitán del yate de Leonardo.
- Hannah Nordberg como Emily, la hija mayor de Kate.
- Alyvia Alyn Lind como Olivia, la hija mediana de Kate.
- Payton Lepinski como Molly, la hija menor de Kate.
- Swoosie Kurtz como Grace, la mamá de Kate.
- Eva Longoria como Theresa, la mejor amiga de Kate.
- Mariana Treviño como Sofía, la hermana menor de Leonardo.
- Cecilia Suárez como Magdalena, la hermana gemela de Leonardo.
- Omar Chaparro como Burro, el compañero de Leonardo en la constructora, se burla de él junto con Burrito y Vito.
- Adrián Uribe como Burrito, el compañero de Leonardo en la constructora, se burla de él junto con Burro y Vito.
- Jesús Ochoa como Vito, el compañero de Leonardo en la constructora, se burla de él junto con Burro y Burrito.
- Fernando Luján como el papá de Leonardo, Magda y Sofía.
- Édgar Vivar como el doctor familiar.
- Mel Rodriguez como Bobby, el esposo de Theresa, a veces se burla de Leonardo.
- Josh Segarra como Jason, el sobrino de Bobby, es el único que no se burla de Leonardo, ya que a él le cayó un rayo dos veces.
- Javier Lacroix como Carlos, el cocinero y amigo de Theresa.

## Producción
En marzo de 2017, se anunció que Anna Faris y Eugenio Derbez protagonizarían una nueva versión de la película original de 1987 también titulada Overboard, con la codirección de Rob Greenberg y Bob Fisher. Los roles principales se revierten de la película original. Derbez retrata en esta película a un hombre rico que se cae de su yate y es encontrado por el personaje de Faris, una madre soltera que lo convence de que él es su esposo, mientras que en la cinta original el personaje femenino es el que perdía la memoria. La filmación comenzó en Vancouver en mayo de 2017. Eva Longoria se unió al elenco ese mismo mes para interpretar el rol de la mejor amiga de Faris.

## Lanzamiento
Overboard fue programada originalmente para ser lanzada el 20 de abril de 2018 por Lionsgate Films. En enero de 2018, la fecha de lanzamiento fue reprogramada para el 13 de abril de 2018. En marzo de 2018, el lanzamiento de la película se reprogramó para el 4 de mayo de 2018, para evitar competir contra el lanzamiento reprogramado de Avengers: Infinity War.

## Recepción

### Taquilla
En Estados Unidos y Canadá, Overboard fue lanzada junto con  las películas Tully y Bad Samaritan, y se proyectó que recaudaría alrededor de $12 millones de dólares en 1.623 salas de cine en su fin de semana de apertura. La película consiguió $4.8 millones en su primer día, incluyendo $ 675.000 de las vistas previas del jueves por la noche, una mejora frente a los $450.000 logrados por How to Be a Latin Lover, película estrenada por Derbez el año anterior. Pasó a debutar con $14.8 millones, terminando en segundo lugar detrás de Avengers: Infinity War.

### Respuesta crítica
En el sitio web de opiniones y de reseñas Rotten Tomatoes la película tiene una calificación de aprobación del 30% con base en 50 revisiones y una calificación promedio de 4.3/10. El consenso crítico del sitio dice: "Overboard es un uso deficiente de Anna Faris, ya que siempre es encantadora, y elige material de origen cuestionable, para ofrecer una nueva versión que no supera la barra bastante baja establecida por el original". En Metacritic, la película tiene un puntaje promedio ponderado de 45 de 100, basado en 23 reseñas, lo que indica "reseñas mixtas". Las audiencias encuestadas por CinemaScore dieron a la película una calificación promedio de "A-" en una escala de A+ a F, mientras que los espectadores de PostTrak le dieron a la cinta un 83% de puntaje general positivo.
Owen Gleiberman, crítico de Variety, escribió: "Overboard se ha hecho con suficiente espíritu cómico burbujeante y habilidad que el interruptor de género resulta ser una decisión inteligente, tanto desde el punto de vista de entretenimiento como comercial". Por el contrario, Johnny Oleksinski, de The New York Post, escribió: "Hollywood ya no está produciendo nuevas versiones de películas grandiosas, ahora está haciendo reediciones horribles de películas mediocres. Para más información, vea Overboard. O, mejor dicho, no lo haga".